# Костилєв Валерій Михайлович
Костилєв Валерій Михайлович — український кінооператор.
Народився 6 червня 1939 р. у м. Коломні Московської обл. в робітничій родині. 
Закінчив факультет журналістики Київського державного університету ім. Т. Г. Шевченка (1971). Працював фотокореспондентом, асистентом оператора та оператором Українського телебачення, корпункту Держтелерадіо СРСР у Києві.
Зняв стрічки: «Молодь Франції», «Будівництво дружби» (1966), «Комсомолець Трипілля», «Жінка з легенди» (1967), «А я іду за туманом», «Траса дружби» (1968), «Хай завжди буде сонце» (1969), «Соціальний портрет колектива» (1970), «Туркменія поруч» (1971), «Ціна життя» (1972), «Вода — народне багатство» (1975), «В повітрі „аси“» (1976), «Чорнобильські мільярди» (1977), «Біда трапилась у Білібіно», «Сорочинський ярмарок» (1979), «Мирний атом» (1981) та ін.
Член Національної спілки кінематографістів України.